# 117020 Janeconlin
117020 Janeconlin è un asteroide della fascia principale. Scoperto nel 2004, presenta un'orbita caratterizzata da un semiasse maggiore pari a 2,7016649 au e da un'eccentricità di 0,0750397, inclinata di 16,11914° rispetto all'eclittica.